# Дорнешть (комуна)
Дорнешть, Дорнешті (рум. Dornești) — комуна у повіті Сучава в Румунії. До складу комуни входять такі села (дані про населення за 2002 рік):
- Дорнешть (4096 осіб)
- Яз (269 осіб)

Комуна розташована на відстані 381 км на північ від Бухареста, 30 км на північний захід від Сучави, 143 км на північний захід від Ясс.

## Населення
За даними перепису населення 2002 року у комуні проживали 4365 осіб.
Національний склад населення комуни:
| Національність | Кількість осіб | Відсоток |
| -------------- | -------------- | -------- |
| румуни         | 4177           | 95,7%    |
| цигани         | 162            | 3,7%     |
| поляки         | 13             | 0,3%     |
| українці       | 6              | 0,1%     |
| німці          | 5              | 0,1%     |
| угорці         | 1              | < 0,1%   |
| євреї          | 1              | < 0,1%   |

Рідною мовою назвали:
| Мова       | Кількість осіб | Відсоток |
| ---------- | -------------- | -------- |
| румунська  | 4348           | 99,6%    |
| українська | 6              | 0,1%     |
| польська   | 5              | 0,1%     |
| німецька   | 4              | 0,1%     |
| угорська   | 1              | < 0,1%   |
| російська  | 1              | < 0,1%   |

Склад населення комуни за віросповіданням:
| Релігія        | Кількість осіб | Відсоток |
| -------------- | -------------- | -------- |
| православні    | 3649           | 83,6%    |
| п'ятдесятники  | 501            | 11,5%    |
| римо-католики  | 68             | 1,6%     |
| адвентисти     | 41             | 0,9%     |
| греко-католики | 11             | 0,3%     |
| атеїсти        | 6              | 0,1%     |
| баптисти       | 5              | 0,1%     |
| бретрени       | 4              | 0,1%     |
| не релігійні   | 4              | 0,1%     |
| мусульмани     | 1              | < 0,1%   |